# Mercedes-Benz 300 SLR
Mercedes-Benz 300 SLR – wyścigowe auto Mercedesa produkowane od 1955 roku.
Tym samochodem, Stirling Moss zwyciężył wyścig Mille Miglia, wyruszając o 7:22 i posiadając numer 722. Osiągnął średnią prędkość 157,65 km/h przejeżdżając ponad 1 600 km. Od roku 1955 do 1963 był najszybszym samochodem świata.
Następcą 300 SLR jest Mercedes-Benz SLR McLaren.

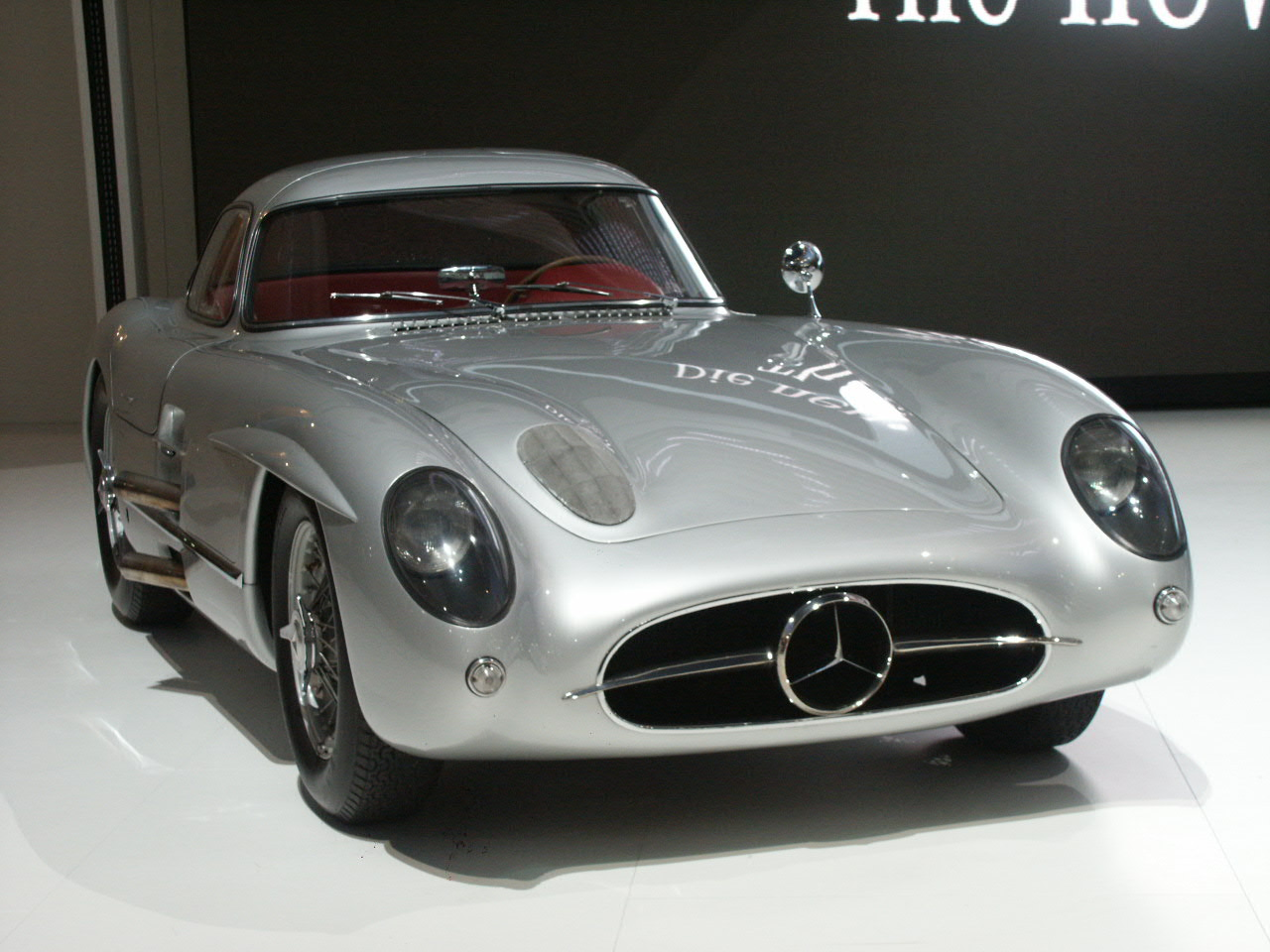
wersja Coupe